# Halina Pitoń
Halina Pitoń (* 26. September 1972 in Kościelisko) ist eine ehemalige polnische Biathletin.
Halina Pitoń lebt in Kościelisko. Sie startete zunächst für Dynamitu Chorzów und später für WKS Legia Zakopane. Mit dem Biathlonsport begann sie 1987. 1991 und 1997 gewann sie die Titel der polnischen Meisterin im Sprint. Ihr erstes Großereignis wurden die Olympischen Winterspiele 1992 in Albertville. Auf den Strecken von Les Saisies wurde sie 20. im Einzel, 40. im Sprint und mit Agata Suszka und Zofia Kiełpińska als Schlussläuferin 14. des Staffelrennens. Zwei Jahre später bei den Olympischen Spielen in Lillehammer startete sie erneut und schaffte den 57. Rang im Einzel wie auch im Sprint. Mit Anna Stera-Kustusz, Helena Mikołajczyk und Agata Suszka erreichte sie als Schlussläuferin der Staffel den elften Rang. Bei den erstmals ausgetragenen Biathlon-Europameisterschaften 1994 in Kontiolahti gewann sie den Titel im Einzel vor Martina Jasiková und Irina Mileschina. Bei ihren nächsten internationalen Meisterschaften, den Biathlon-Weltmeisterschaften 1995 in Antholz, erreichte sie Platz 63 im Einzel und Platz 15 im Staffelrennen gemeinsam mit Agata Suszka, Anna Stera-Kustusz und Halina Nowak. Zum Auftakt der Saison 1995/96 gewann Pitoń in Östersund mit Rang 25 im Sprint ihre ersten Punkte im Biathlon-Weltcup. Saisonhöhepunkt wurden die Weltmeisterschaften 1996 in Ruhpolding. Im Einzel erreichte sie Platz 44. im Sprint wurde sie 60., mit der Staffel an der Seite von Agata Suszka, Anna Stera-Kustusz und Iwona Daniluk Platz 13. Vor der Weltmeisterschaft lief sie am Holmenkollen in Oslo als 16. eines Sprints auf ihre beste Weltcupplatzierung. 1997 folgten die Weltmeisterschaften in Osrblie, wo Pitoń 32. im Sprint und 33. in der Verfolgung wurde und mit Agata Suszka, Anna Stera-Kustusz und Halina Guńka den 14. Staffel-Rang belegte. In Nagano trat Pitoń 1998 zum dritten und letzten Mal bei Olympischen Spielen an. Auf den Strecken von Nozawa Onsen kam sie auf Platz 51 im Sprint und wurde mit Suszka, Daniluk und Stera-Kustusz 13. im Staffelrennen. Nach den Spielen wurden in Pokljuka die Weltmeisterschaften in den nichtolympischen Disziplinen ausgetragen. Im Verfolgungsrennen, das auf den Weltcupsprint in Pokljuka beruhte, wurde sie 35. Nach der Saison beendete sie ihre Karriere. Pitoń ist mit Wojciech Kozub verheiratet.

## Weltcup-Platzierungen
Die Tabelle zeigt alle Platzierungen (je nach Austragungsjahr einschließlich Olympische Spiele und Weltmeisterschaften).
- 1.–3. Platz: Anzahl der Podiumsplatzierungen
- Top 10: Anzahl der Platzierungen unter den ersten zehn (einschließlich Podium)
- Punkteränge: Anzahl der Platzierungen innerhalb der Punkteränge (einschließlich Podium und Top 10)
- Starts: Anzahl gelaufener Rennen in der jeweiligen Disziplin

| Platzierung                                                                             | Einzel | Sprint | Verfolgung | Massenstart | Team | Staffel | Gesamt |
| --------------------------------------------------------------------------------------- | ------ | ------ | ---------- | ----------- | ---- | ------- | ------ |
| 1. Platz                                                                                |        |        |            |             |      |         |        |
| 2. Platz                                                                                |        |        |            |             |      |         |        |
| 3. Platz                                                                                |        |        |            |             |      |         |        |
| Top 10                                                                                  |        |        |            |             | 1    | 2       | 3      |
| Punkteränge                                                                             | 1      | 2      | 3          |             | 1    | 8       | 15     |
| Starts                                                                                  | 21     | 27     | 3          |             | 1    | 8       | 60     |
| Stand: Karriereende, einschließlich WM und Olympia, Daten möglicherweise nicht komplett |        |        |            |             |      |         |        |